# Franco Cuter
Dom Franco Cuter, O.F.M.Cap. (Gazzaniga, 28 de julho de 1940 — Varese, 28 de setembro de 2019), foi um frade capuchinho e bispo católico nascido na Itália e radicado no Brasil. Foi o sétimo bispo de Diocese de Grajaú.

## Biografia
Nasceu em Gazzaniga no dia 28 de julho de 1940 e foi ordenado presbítero em março de 1966. Nomeado bispo de Grajaú em janeiro de 1998, recebeu a ordenação episcopal no dia 19 de março desse mesmo ano. Em dezembro de 2016 tornou-se bispo emérito daquela diocese.
Faleceu em Varese no dia 28 de setembro de 2019, aos 79 anos de idade.